# Vidošiči
Vidošiči este o localitate din comuna Metlika, Slovenia, cu o populație de 19 locuitori.